# Temporada 2019 de la Red Bull MotoGP Rookies Cup
La temporada 2019 de la Red Bull MotoGP Rookies Cup continuá con la búsqueda de futuros campeones del mundo. La temporada comenzó en el Circuito de Jerez el 4 de mayo y término el 22 de septiembre en la Ciudad del Motor de Aragón después de 12 carreras.

## Calendario
| Calendario 2019 | Calendario 2019  | Calendario 2019 | Calendario 2019 | Calendario 2019 | Calendario 2019 | Calendario 2019 |
| Ronda           | Fecha            | Circuito        | Pole position   | Vuelta rápida   | Piloto ganador  | Fuente          |
| --------------- | ---------------- | --------------- | --------------- | --------------- | --------------- | --------------- |
| 1               | 4 de mayo        | Jerez           | Yuki Kunii      | Barry Baltus    | Yuki Kunii      | [ 1 ]           |
| 1               | 5 de mayo        | Jerez           | Yuki Kunii      | Carlos Tatay    | Carlos Tatay    | [ 2 ]           |
| 2               | 1 de junio       | Mugello         | Yuki Kunii      | Carlos Tatay    | Carlos Tatay    | [ 3 ]           |
| 3               | 29 de junio      | Assen           | Carlos Tatay    | Barry Baltus    | Carlos Tatay    | [ 4 ]           |
| 3               | 30 de junio      | Assen           | Carlos Tatay    | Max Cook        | Carlos Tatay    | [ 5 ]           |
| 4               | 6 de julio       | Sachsenring     | Yuki Kunii      | Max Cook        | Pedro Acosta    | [ 6 ]           |
| 4               | 7 de julio       | Sachsenring     | Yuki Kunii      | Pedro Acosta    | Yuki Kunii      | [ 7 ]           |
| 5               | 10 de agosto     | Spielberg       | Álex Escrig     | Carlos Tatay    | Pedro Acosta    | [ 8 ]           |
| 5               | 11 de agosto     | Spielberg       | Álex Escrig     | Gabin Planques  | Haruki Noguchi  | [ 9 ]           |
| 6               | 14 de septiembre | Misano          | Haruki Noguchi  | Marcos Uriarte  | Pedro Acosta    | [ 10 ]          |
| 7               | 21 de septiembre | Aragón          | Marcos Uriarte  | Max Cook        | Billy Van Eerde | [ 11 ]          |
| 7               | 22 de septiembre | Aragón          | Marcos Uriarte  | Artem Maraev    | David Salvador  | [ 12 ]          |

## Estadísticas

### Sistema de puntuación
Solo los 15 primeros suman puntos. El piloto tiene que terminar la carrera para recibir puntos.
| Posición | 1º | 2º | 3º | 4º | 5º | 6º | 7º | 8º | 9º | 10º | 11º | 12º | 13º | 14º | 15º |
| -------- | -- | -- | -- | -- | -- | -- | -- | -- | -- | --- | --- | --- | --- | --- | --- |
| Puntos   | 25 | 20 | 16 | 13 | 11 | 10 | 9  | 8  | 7  | 6   | 5   | 4   | 3   | 2   | 1   |

### Campeonato de pilotos
| Pos. | Piloto                  | JER | JER | MUG | ASS | ASS | SAC | SAC | RBR | RBR | MIS | ARA | ARA | Pts |
| ---- | ----------------------- | --- | --- | --- | --- | --- | --- | --- | --- | --- | --- | --- | --- | --- |
| 1    | Carlos Tatay            | 2   | 1   | 1   | 1   | 1   | 3   | 2   | 14  | 2   | 3   |     |     | 194 |
| 2    | Pedro Acosta            | DNS | DNS | 2   | 2   | 15  | 1   | 4   | 1   | 5   | 1   | 4   | 7   | 162 |
| 3    | Haruki Noguchi          | 6   | 5   | 3   | 3   | Ret | 4   | Ret | 3   | 1   | 4   | 2   | 5   | 151 |
| 4    | David Salvador          | 4   | 6   | 4   | 5   | 2   | Ret | 8   | Ret | 16  | 2   | Ret | 1   | 120 |
| 5    | Lorenzo Fellon          | 5   | 11  | 5   | 6   | 7   | 5   | 7   | 5   | 10  | 6   | 6   | 4   | 116 |
| 6    | Billy Van Eerde         | Ret | Ret | Ret | Ret | 9   | 6   | 6   | 2   | 3   | 14  | 1   | 2   | 110 |
| 7    | Yuki Kunii              | 1   | 2   | Ret | 7   | 6   | 2   | 1   |     |     |     |     |     | 109 |
| 8    | Jason Dupasquier        | 7   | 4   | 6   | 8   | 5   | 8   | 5   | 7   | 8   | 7   | Ret | 10  | 102 |
| 9    | Max Cook                | 11  | 8   | 13  | Ret | 4   | 9   | 3   | 10  | 9   | 11  | 7   | 12  | 83  |
| 10   | Marcos Uriarte          | 8   | 7   | Ret | 4   | 8   | 7   | 10  | 15  | 20  | 5   | Ret | 3   | 81  |
| 11   | Álex Escrig             | 12  | 9   | 12  | Ret | 13  | 10  | 9   | 19  | DNS | 9   | 3   | 9   | 61  |
| 12   | Barry Baltus            | 3   | Ret | 8   | Ret | 3   | DNS | DNS | 8   | 12  | Ret | Ret | 8   | 60  |
| 13   | Zonta van den Goorbergh | 13  | 14  | 15  | 9   | 10  | 14  | 13  | 6   | 6   | 12  | 13  | 13  | 54  |
| 14   | Matteo Bertelle         | 16  | 3   | Ret | Ret | DNS | 11  | 12  | 9   | 11  | 8   | Ret | 11  | 50  |
| 15   | Gabin Planques          | 17  | 17  | 16  | 13  | 17  | 12  | 11  | 4   | 7   | Ret | 8   | 14  | 44  |
| 16   | Mario Aji               | 10  | 10  | 14  |     |     |     |     | Ret | 15  | 10  | 5   | 6   | 42  |
| 17   | Artem Maraev            | 14  | 16  | 11  | 10  | 12  | 17  | 15  | 12  | 17  | 13  | Ret | 15  | 26  |
| 18   | Clément Rougé           | 9   | 13  | 7   | 16  | 16  | 13  | Ret | Ret | 13  | 16  | Ret | 21  | 25  |
| 19   | Daijiro Sako            |     |     | 17  | 14  | 14  | 16  | 14  | 11  | 14  | 15  | 9   | 17  | 21  |
| 20   | Adrián Huertas          | DNS | DNS | 9   |     |     |     |     | 16  | 4   |     |     |     | 20  |
| 21   | Nicolás Hernández       | Ret | 12  | 10  | Ret | 11  | Ret | DNS | 17  | 21  | Ret |     |     | 15  |
| 22   | Phillip Tonn            | 19  | 18  | Ret | 12  | 20  | 15  | Ret | 13  | 19  | 17  | 10  | 16  | 14  |
| 23   | Tyler Scott             | 20  | 19  | 18  | 11  | 19  | 19  | 17  |     |     | 18  | 12  | 19  | 9   |
| 24   | Noah Dettwiler          | 15  | Ret | 19  | Ret | 18  | 18  | 16  | 18  | 18  | 19  | 11  | 18  | 6   |
| 25   | Aidan Liebenberg        | 18  | 15  | Ret | 15  | 21  | DNS | Ret | 20  | 22  | 20  | 14  | 20  | 4   |
| Pos. | Piloto                  | JER | JER | MUG | ASS | ASS | SAC | SAC | RBR | RBR | MIS | ARA | ARA | Pts |

| Color     | Resultado                                                               |
| --------- | ----------------------------------------------------------------------- |
| Oro       | Ganador                                                                 |
| Plata     | 2.ª plaza                                                               |
| Bronce    | 3.ª plaza                                                               |
| Verde     | Finalizó en los puntos                                                  |
| Azul      | Finalizó sin puntos                                                     |
| Azul      | NC - No clasificado                                                     |
| Violeta   | Ret - No terminó (Carrera)                                              |
| Rojo      | DNQ - No se clasificó                                                   |
| Negro     | DSQ - Descalificado                                                     |
| Blanco    | DNS - No empezó (carrera)                                               |
| Blanco    | WD - Retirado (fin de semana)                                           |
| Blanco    | C - Carrera cancelada                                                   |
| Sin color | DNP - Inscrito pero no participó                                        |
| Sin color | INJ - Lesionado                                                         |
| Sin color | EX - Excluido                                                           |
| Estado    | Resultado                                                               |
| Negrita   | Pole position                                                           |
| Cursiva   | Vuelta rápida                                                           |
| †         | Abandona, pero clasifica al completar el porcentaje requerido para ello |

## Participantes
| Participantes 2019 | Participantes 2019      | Participantes 2019 |
| No.                | Piloto                  | Rondas             |
| ------------------ | ----------------------- | ------------------ |
| 5                  | Lorenzo Fellon          | Todas              |
| 6                  | Phillip Tonn            | Todas              |
| 7                  | Barry Baltus            | Todas              |
| 11                 | Alex Escrig             | Todas              |
| 28                 | Matteo Bertelle         | Todas              |
| 29                 | Billy Van Eerde         | Todas              |
| 30                 | Max Cook                | Todas              |
| 34                 | Mario Aji               | 1-2, 5-7           |
| 37                 | Pedro Acosta            | Todas              |
| 38                 | David Salvador          | Todas              |
| 40                 | Sean Kelly              |                    |
| 44                 | Nicolás Hernández       | 1-6                |
| 45                 | Clément Rougé           | Todas              |
| 48                 | Gabin Planques          | Todas              |
| 50                 | Jason Dupasquier        | Todas              |
| 55                 | Noah Dettwiler          | Todas              |
| 56                 | Haruki Noguchi          | Todas              |
| 62                 | Aidan Liebenberg        | Todas              |
| 66                 | Adrián Huertas          | 1-2, 5             |
| 70                 | Tyler Scott             | 1-4, 6-7           |
| 74                 | Daijiro Sako            | 2-7                |
| 84                 | Zonta van den Goorbergh | Todas              |
| 88                 | Artem Maraev            | Todas              |
| 89                 | Marcos Uriarte          | Todas              |
| 92                 | Yuki Kunii              | 1-4                |
| 99                 | Carlos Tatay            | 1-6                |